# Такелажные работы (грузоперевозки)

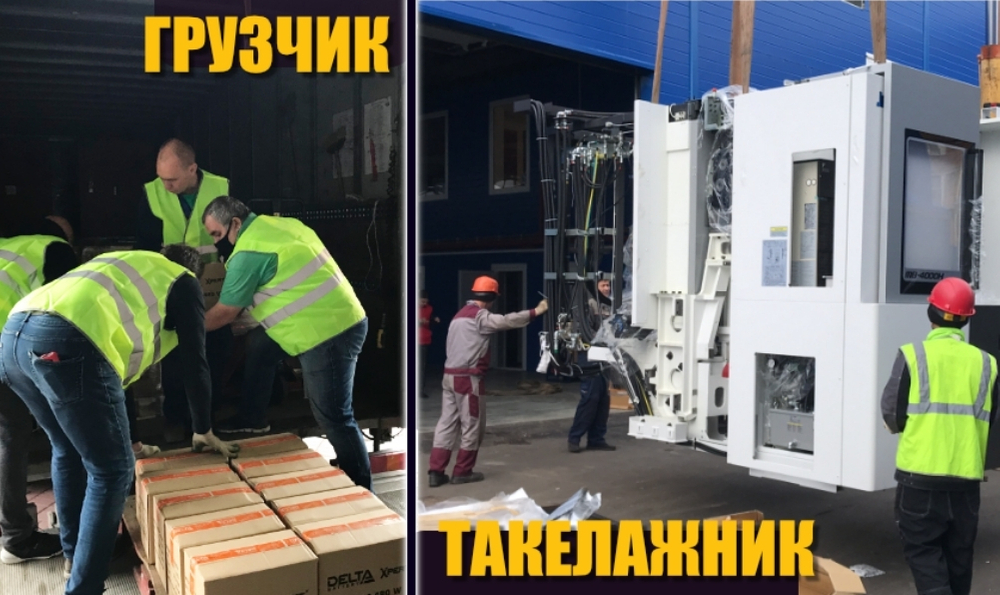
Проведение такелажных и погрузо-разгрузочных работ (разница)

Такелажные работы (услуги) — это комплекс мер и приёмов, направленных на поднятие и перемещение разнообразных тяжелых и/или объёмных грузов, с целью их дальнейшей погрузки, выгрузки или перевозки из точки А в точку Б.

## Краткие сведения
В отличие от обычных погрузочно-разгрузочных работ, такелажные услуги предполагают применение специальных приспособлений, грузоподъемных машин и механизмов, такелажного оборудования. 
Такелаж оборудования осуществляется такелажниками, которые должны обладать знаниями и умениями по безопасному перемещению, увязке, креплению и установке грузов и оборудования. Это позволяет им (в зависимости от уровня квалификации и имеющейся оснастки) проводить работы с грузами без ограничения по массе.
Стоит обратить внимание, что работа с грузами более чем 500 кг, уже считается опасными работами. Специалисты, которые оказывают такелажные услуги, должны иметь все необходимые доступы к работам и обладать практическими знаниями техники безопасности.

## Применение
Традиционно такелажные работы применяются для погрузки или выгрузки крупногабаритных или очень тяжелых грузов, вес и конфигурация которых не даёт возможности производить эти операции вручную.
Одна из основных областей применения данного вида работ — перевозка промышленного (станки, прессы, гильотины и т.д.) или сложного технологического оборудования (медицинского, печатного, пищевого, серверного, холодильного и т.д). 
Погрузка станков, верстаков, конвейеров и других элементов технологических линий с применением такелажного оборудования способствует четкой организации процесса, позитивно отражается на сроках выполнения работ, а также обеспечивает сохранность дорогостоящего оснащения. 
Сегодня профессиональный такелаж оборудования востребован практически во всех отраслях народного хозяйства — от металлургического комплекса, до пищевой промышленности и банковского дела. 
Помимо этого, с помощью такелажников может производиться перевозка сейфов, банкоматов, крупногабаритных музыкальных инструментов, больших камней, сборных домов, ёмкостей, спортивных тренажеров, торгового оборудования и других тяжелых грузов.